# Schloss Borša
Das Schloss Borša (slowakisch Kaštieľ Borša, auch als Rákócziovský kaštieľ, ungarisch Rákóczi-kastély, zu deutsch Rákóczi-Schloss bekannt) ist ein Schloss in der ostslowakischen Gemeinde Borša (ungarisch Borsi). Es befindet sich im südlichen Teil des Orts nahe dem rechten Ufer des Bodrog, nur einen Kilometer von der slowakisch-ungarischen Grenze entfernt.

## Beschreibung und Geschichte

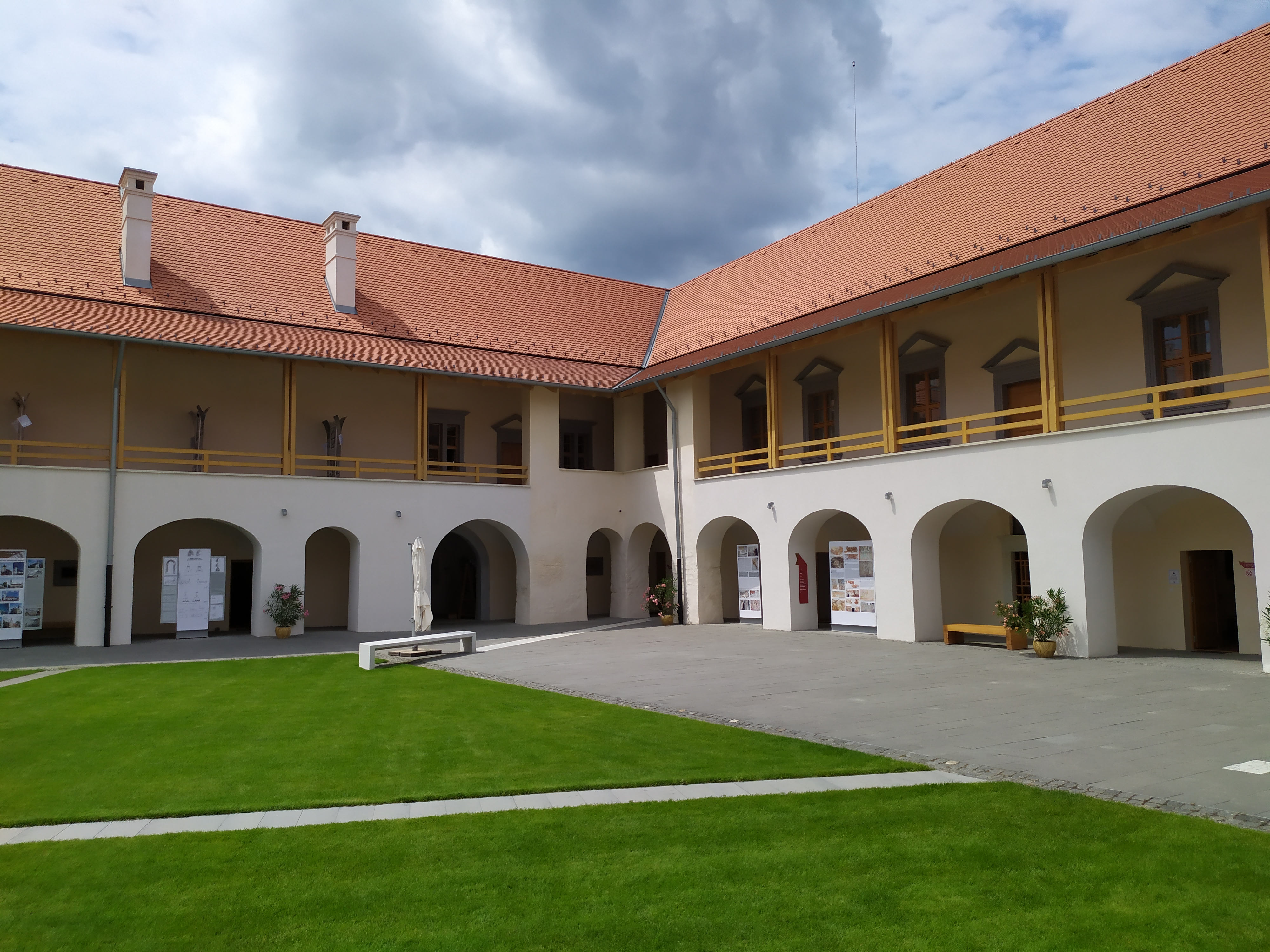
Der Innenhof

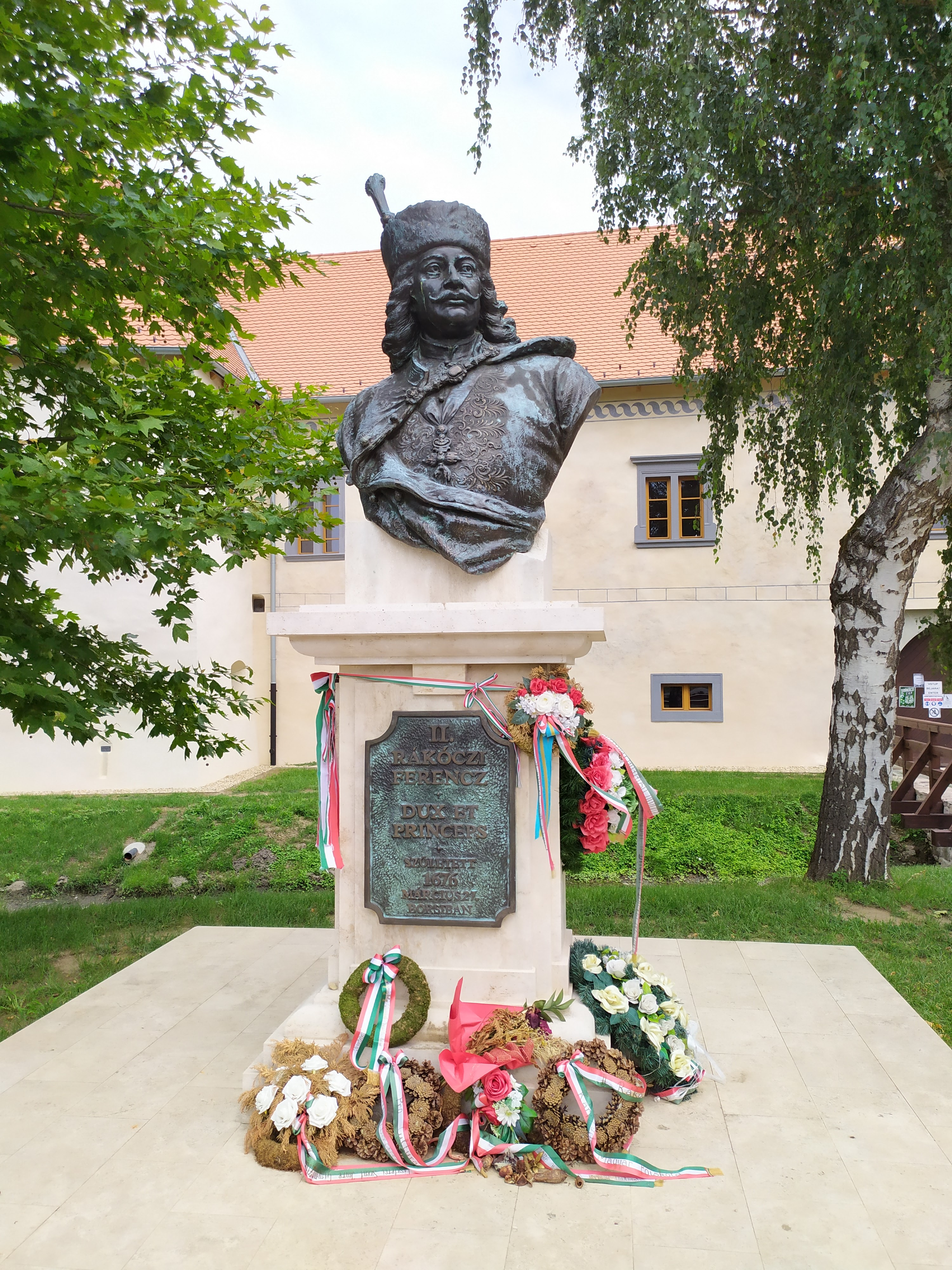
Die Büste von Franz II. Rákóczi vor dem Schloss

Der Vorgänger des heutigen Schlossbaus war eine mittelalterliche Wasserburg, für deren Schutz Gräben mit dem aus dem Bodrog gespeisten Wasser angelegt wurden. Die steinerne Burg entstand wahrscheinlich im frühen 13. Jahrhundert. Zum Aussehen gibt es keine genauen Angaben, bekannt ist jedoch die Zugehörigkeit zum Besitz von Familien wie Perínyi und Polónyi.
1570 wurde unter Mitverwendung von Burgüberresten ein Renaissance-Schloss gebaut, als Bauherr wird Miklós Zeleméry Kamarás aus dem Gebiet des späteren Komitats Hajdú genannt. 1602 ging das Schloss in die Hände der Familie Lórantffy, 1616 wurde es wiederum Besitz des Geschlechts Rákóczi. Ursprünglich hatte das Schloss L-förmig, unter Berücksichtigung späterer Bauten von Wirtschaftsgebäuden hat es heute den Grundriss eines unregelmäßigen U. Am Treffpunkt der beiden älteren Flügels befand sich eine Bastei als möglicher Überrest des mittelalterlichen Wehrturms. Die Renaissancegewölben zieren bis heute des Schloss. Im Äußeren sind die alten Gräben teilweise erhalten, der Schlosspark ist bis auf einen kleinen Teil durch Dorfhäuser überbaut.
Das Schloss ist vor allem als Geburtsort des ungarischen Nationalhelden und Kuruzenführers Franz II. Rákóczi bekannt, der hier am 27. März 1676 zur Welt kam. Er blieb aber nur für kurze Zeit im Schloss und wuchs überwiegend auf der Munkatscher Burg (heute Burg Palanok in der Ukraine) auf. An die Geburt erinnert die 1907 gefertigte Büste von J. Mayer.
Während der ungarischen Standesaufständen wurde das Schloss mehrmals in Mitleidenschaft gezogen und wurde dann in den 18. und erneut im 20. Jahrhundert jeweils in kleinerem Umfang saniert. Mit dem Vertrag von Trianon im Jahr 1920 wurde der Ort Borsi (seither Borša) mit dem Schloss Teil der Tschechoslowakei, in der Folge des Ersten Wiener Schiedsspruchs musste die Tschechoslowakei das Gebiet an Horthy-Ungarn abtreten. Zur Zeit des Zweiten Weltkriegs war im Schloss ein kleines Museum untergebracht, nach Kriegsende und Wiederherstellung der Tschechoslowakei im Jahr 1945 wurde das Schloss zum Teil als Lager, zum anderen als Grundschule genutzt, auf Grund ausbleibender Sanierung begann jedoch der allmähliche Verfall.
1990 wurde das Anwesen Eigentum der Gemeinde Borša, die sich seither um eine Restaurierung bemühte. Nach einer gemeinsamen Untersuchung von slowakischen und ungarischen Denkmalschutzvereinen im Jahr 1998 begann ein Umbau, der aber wegen Finanzmangel nur schleppend voranging. In den restaurierten Teilen betrieb die Gemeinde ein Museum zur Geschichte des Schlosses und der Familie Rákóczi. 2013 einigten sich die damaligen slowakischen und ungarischen Staatsoberhäupter, Ivan Gašparovič und János Áder, an einer gemeinsamen Unterstützung des Erneuerungsprojektes. Die umfassende Sanierung begann 2018 und wurde nach drei Jahren abgeschlossen. Die Kosten von 8,7 Millionen Euro wurden teils durch EU-Regionalfonds, zum größten Teil aber durch den ungarischen Staatshaushalt getragen, der slowakische Beitrag war vergleichsweise gering. Am 19. Juni 2021 wurde das renovierte Schloss unter Teilnahme der Präsidenten Zuzana Čaputová und János Áder feierlich eröffnet.
Heute beherbergt das Schloss neben einem Museum über Franz II. Rákóczi auch das Hotel Brigadír, ein Restaurant sowie Attraktionen wie ein historisch gestaltetes Virtual-Reality-Spiel und ein Escape Room.